# العلاقات الصومالية المكسيكية
العلاقات الصومالية المكسيكية هي العلاقات الثنائية التي تجمع بين الصومال والمكسيك.

## مقارنة بين البلدين
هذه مقارنة عامة ومرجعية للدولتين:
| وجه المقارنة                                              | الصومال                        | المكسيك                                                                               |
| --------------------------------------------------------- | ------------------------------ | ------------------------------------------------------------------------------------- |
| المساحة (كم2)                                             | 637.66 ألف                     | 1.97 مليون                                                                            |
| عدد السكان (نسمة)                                         | 14.74 مليون                    | 130.53 مليون                                                                          |
| الكثافة السكانية (ن./كم²)                                 | 23.12                          | 66.26                                                                                 |
| العاصمة                                                   | مقديشو                         | مدينة مكسيكو                                                                          |
| اللغة الرسمية                                             | اللغة الصومالية، اللغة العربية | اللغة الإسبانية                                                                       |
| العملة                                                    | شلن صومالي                     | بيزو مكسيكي                                                                           |
| الناتج المحلي الإجمالي (بليون دولار)                      | 7.37 مليار                     | 1.15 تريليون                                                                          |
| الناتج المحلي الإجمالي (تعادل القوة الشرائية) بليون دولار |                                | 2.16 تريليون                                                                          |
| الناتج المحلي الإجمالي الاسمي للفرد دولار أمريكي          | 549                            | 9.01 ألف                                                                              |
| الناتج المحلي الإجمالي للفرد دولار أمريكي                 |                                | 17.32 ألف                                                                             |
| مؤشر التنمية البشرية                                      |                                | 0.756                                                                                 |
| رمز المكالمات الدولي                                      | +252                           | +52                                                                                   |
| رمز الإنترنت                                              | .so                            | .mx                                                                                   |
| المنطقة الزمنية                                           | ت ع م+03:00                    | منطقة زمنية وسطى، المنطقة الزمنية الجبلية، زمن منطقة المحيط الهادئ، منطقة زمنية شرقية |

## منظمات دولية مشتركة
يشترك البلدان في عضوية مجموعة من المنظمات الدولية، منها:
| علم المنظمة | اسم المنظمة                   | تاريخ انضمام الصومال | تاريخ انضمام المكسيك |
| ----------- | ----------------------------- | -------------------- | -------------------- |
|             | مؤسسة التنمية الدولية         | 31 أغسطس 1962        | 24 أبريل 1961        |
|             | يونسكو                        | 15 نوفمبر 1960       | 4 نوفمبر 1946        |
|             | الأمم المتحدة                 | 20 سبتمبر 1960       | 7 نوفمبر 1945        |
|             | الفريق المعني برصد الأرض      | ?                    | ?                    |
|             | الاتحاد البريدي العالمي       | ?                    | ?                    |
|             | البنك الدولي للإنشاء والتعمير | 31 أغسطس 1962        | 31 ديسمبر 1945       |
|             | الاتحاد الدولي للاتصالات      | 28 سبتمبر 1962       | 1 يوليو 1908         |
|             | منظمة حظر الأسلحة الكيميائية  | ?                    | ?                    |
|             | مؤسسة التمويل الدولية         | 31 أغسطس 1962        | 20 يوليو 1956        |
|             | منظمة الشرطة الجنائية الدولية | ?                    | ?                    |

## وصلات خارجية
- موقع وزارة الخارجية الصومالية
- موقع وزارة الخارجية المكسيكية